# Paul Denny (cầu thủ bóng đá)
Paul Nicholas Denny (sinh ngày 5 tháng 9 năm 1957) là một cầu thủ bóng đá người Anh đã giải nghệ thi đấu ở Football League cho Southend United và Wimbledon ở vị trí tiền vệ.